# Janusz Strasburger
Janusz Strasburger (ur. 21 lutego 1925 w Warszawie, zm. 17 grudnia 2000) – polski filolog, poeta i tłumacz.

## Życiorys
Janusz Strasburger urodził się w 1925. Był synem Jana i Małgorzaty z Krasowskich. Po zakończeniu nauki w Szkole Powszechnej im. św. Wojciecha w Warszawie uczęszczał do Gimnazjum im. św. Wojciecha, gdzie uczył się w latach 1936–1939. Gimnazjalną edukację przerwał wybuch II wojny światowej. Przyszły tłumacz kontynuował naukę na tajnych kompletach i w 1942 zdał małą maturę. Potem uczęszczał do szkoły budowlanej. W 1944 zdał maturę. We własnym zakresie uczył się języków obcych, angielskiego, rosyjskiego, hiszpańskiego, włoskiego i nowogreckiego. Po wojnie ukończył filologię romańską na Uniwersytecie Warszawskim. Szybko został asystentem Mieczysława Brahmera. Po otrzymaniu wypowiedzenia z uczelni, podjął pracę jako dokumentalista w Naczelnej Dyrekcji Muzeów i Ochrony Zabytków. Był też pracownikiem Sekcji Teatru Państwowego Instytutu Sztuki. W latach 1955–1956 prowadził zajęcia na Wydziale Aktorskim i Estradowym PWST. W 1978, razem z Kazimierzem Michałowskim i Władysławem Tatarkiewiczem, otrzymał grecki Złoty Krzyż Orderu Feniksa. Był też odznaczony Krzyżem Kawalerskim Orderu Odrodzenia Polski (1989).

## Twórczość
Janusz Strasburger jest najbardziej znany jako tłumacz. Przekładał przede wszystkim z hiszpańskiego i współczesnego greckiego, ale także z francuskiego. W 1956 opublikował swój książkowy debiut, antologię Z hiszpańskiego. Przekłady poezji. Po latach został redaktorem Antologii poezji hiszpańskiej. Wydał też tomik liryki francuskiego parnasisty Charlesa Leconte de Lisle’a. Z literatury nowogreckiej Strasburger przekładał między innymi wiersze i prozę Konstandinosa Kawafisa, Kostisa Palamasa, Pandelisa Prevelakisa, Angelosa Sikelianosa, Jorgosa Seferisa i Odiseasa Elitisa. W 1972 wydał antologię Poeci nowej Grecji, wznowioną w 1987. Współpracował z miesięcznikiem „Literatura na Świecie”.